# Un peu, beaucoup, aveuglément
Pour les articles homonymes, voir Blind Date.
Pour plus de détails, voir Fiche technique et Distribution.
Un peu, beaucoup, aveuglément  (titre international, Blind Date) est une comédie romantique  française co-écrite et réalisée par Clovis Cornillac, sortie en 2015.
Il s'agit de la première réalisation de ce dernier.

## Synopsis
D'un côté de la cloison, un créateur de casse-têtes, investi, taciturne et misanthrope qui ne peut travailler que dans le calme complet. De l'autre, une jeune pianiste fraîchement installée dans son nouvel appartement. Elle prépare un concours important et doit beaucoup répéter pour le réussir. Entre eux, une cloison minuscule, créant une cohabitation forcée, sonore et aveugle. Après de multiples tentatives de se repousser, ils se mettent d'accord sur des périodes d'utilisation de leur espace sonore. Le temps aidant, ils décident « de vivre ensemble » sans se voir. La perplexité de leurs entourages proches se mue en reconnaissance. La date du concours se rapproche et leurs relations se tendent.

## Fiche technique
- Titre : Un peu, beaucoup, aveuglément
- Titre à l'international : Blind Date
- Réalisation : Clovis Cornillac
- Scénario : Lilou Fogli, Clovis Cornillac, Tristan Schulmann et la collaboration de Mathieu Oullion d'après une idée originale de Lilou Fogli
- Décors : Pierre Quefféléan
- Costumes : Aurore Vincent
- Photographie : Thierry Pouget
- Son : Dominique Lacour, Nicolas Dambroise, Cyril Holtz
- Montage : Jean-François Elie
- Musique : Guillaume Roussel, Chopin, Mendelssohn
- Production : Pierre Forette et Thierry Wong
- Sociétés de production : Cine Nomine, Chaocorp Films, Fair Play Production, Monkey Pack Films, Orange Studio et Vamonos Films, en association avec les SOFICA Indéfilms 3 et SofiTVciné 2
- Producteur : Marc Stanimirovic
- Sociétés initiales de distribution : Paramount Pictures France et Orange Studio
- Pays d'origine :  France
- Langue originale : français
- Budget : 3,9 millions d'euros[1]
- Format : Scope – son Dolby Digital
- Genre : comédie romantique
- Durée : 91 minutes
- Dates de sortie :
  -  États-Unis : première au COLCOA Film Festival de Los Angeles le 26 avril 2015
  -  France : 6 mai 2015

## Distribution
- Mélanie Bernier : Machine
- Clovis Cornillac : Machin
- Lilou Fogli : Charlotte, la sœur de Machine
- Philippe Duquesne : Artus, le meilleur ami de Machin
- Grégoire Oestermann : Evgueny, le professeur de piano de Machine
- Arnaud Lechien : Paul, le mari de Charlotte
- Oscar Copp : Dan, l'amant de Charlotte
- Manu Payet : le caissier de chez Picard
- Boris Terral : l'inconnu italien
- Claude Evrard : le vieux voisin
- Sophie Le Tellier : la mère de Juliette
- Jérôme Le Banner : le père du gamin au téléphone
- Gérald Laroche : un des membres du jury
- Stefan Godin : le déménageur

## Accueil

### Accueil public
Un peu, beaucoup, aveuglément obtient une moyenne de 3,9⁄5 sur le site AlloCiné, pour 2 681 votes dont 340 critiques collectées.

### Box-office
Le film sort initialement dans 242 salles le 6 mai 2015 en France, où il prend la troisième place du box-office lors de sa première semaine avec 165 065 entrées. La semaine suivante, il chute à la cinquième place avec 135 354 entrées, pour une perte de 18%, pour un cumul de 300 419 entrées. Resté six semaines dans le top 20 hebdomadaire et n'étant pas diffusé au-delà de 470 salles, il atteint les 500 000 entrées en sixième semaine, avant de finir son exploitation en salles avec 519 197 entrées.
À l'international, le long-métrage totalise 3 624 916 $ de recettes mondiales.

## Remakes
- Un remake coréen Mon Pire Voisin (titre original coréen se traduisant par “Une relation avec aucun espace au milieu”), mettant en vedette Lee Ji-hoon et Han Seung-yeon est sorti en salle le 5 juillet 2023 [6].
- Un remake espagnol, Pared con pared (L'Amour au pied du mur), réalisé par Patricia Font avec Aitana et Fernando Fuallar, est diffusé sur Netflix en avril 2024.